# 阿爾戈韋鄉
44°21′N 26°47′E / 44.350°N 26.783°E
阿爾戈韋鄉（羅馬尼亞語：Comuna Valea Argovei, Călărași），是羅馬尼亞的鄉份，位於該國南部，由克勒拉希縣負責管轄，面積88平方公里，海拔高度21米，2007年人口2,529，人口密度每平方公里29人。